# Борукаев, Батраз Магометович
Батра́з Магоме́тович Борука́ев (осет. Борукъаты Магометы фырт Батраз; 13 октября 1938, Зильги, Северо-Осетинская АССР — 18 сентября 2017, Тамбов) — советский борец, пятикратный чемпион РСФСР, чемпион СССР в командном зачёте по вольной борьбе. Мастер спорта международного класса по вольной борьбе. (1967) Мастер спорта СССР по греко-римской борьбе (1962), по самбо (1964) и по дзюдо (1972). Судья всесоюзной категории по вольной борьбе. Подполковник в отставке, ветеран Вооруженных Сил (1984).

## Биография
Родился 13 октября 1938 года в селении Зильги Правобережного района Северо-Осетинской ССР. С юных лет начал заниматься борьбой. В 1963 году становится чемпионом Спартакиады города Москвы по вольной борьбе. В 1964 году становится серебряным призёром чемпионата СССР по вольной борьбе в Баку. В 1965 году становится чемпионом РСФСР по вольной борьбе в Калининграде. В 1966 году становится чемпионом СССР в составе команды Вооруженных Сил СССР и чемпионом РСФСР в Ижевске. В 1967 году становится третьим на летней Спартакиаде народов СССР в Москве. В 1968 году становится чемпионом РСФСР в Альметьевске и третьим на чемпионате СССР в Киеве. В 1974 и 1975 годах также стал чемпионом РСФСР.
В 1960 году окончил Тамбовское военное авиационное радиотехническое училище. В 1968 году окончил факультет физического воспитания Тамбовского государственного педагогического института. С 1958 по 1972 год работает преподавателем класса физической подготовки Тамбовского ВАТУ. С 1976 по 1979 год работает старшим преподавателем кафедры физической подготовки и спорта Тамбовского ВВАИУ. С 1979 по 1989 год работает начальником кафедры физической подготовки и спорта Тамбовского ВВАИУ. В 1989 году уволен из Вооруженных Сил в звании подполковника и продолжил работать в Тамбовском ВВАИУ. С 2006 года является членом общественной палаты Тамбовской области.
Проживал в Тамбове.

## Спортивные достижения
- Чемпион СССР в составе команды Вооружённых Сил СССР (1966)
- Пятикратный чемпион РСФСР (1965, 1966, 1968, 1974, 1975)
- Чемпион Спартакиады города Москвы (1963)

## Награды и звания
- Заслуженный работник физической культуры РФ (1999)
- Отличник физической культуры и спорта СССР (1962)